# Jean Baldassari
Pour les articles homonymes, voir Baldassari.
Jean Baldassari, né le 18 décembre 1925 à Rueil-Malmaison et mort le 10 décembre 2018 à Liginiac, est un coureur cycliste français d'origine italienne.
Professionnel de 1948 à 1955, il remporte le Circuit du Morbihan et Paris-Vimoutiers en 1951 et termine deuxième du championnat de France de cyclisme sur route en 1952 à Reims, derrière Adolphe Deledda.

## Palmarès sur route

### Palmarès amateur
- 1944
  - Trophée Peugeot
  - 3e de Paris-Évreux
- 1946
  - Manx International
  - Grand Prix de Geneve
  - 2e de Paris-Ézy
  - 10e du championnat du monde sur route amateurs
- 1947
  - Manx International
  - Grand Prix du Bel Air
  - 2e de Paris-Évreux
  - 2e de Paris-Mantes
  - 3e de Paris-Ézy
  - 6e du championnat du monde sur route amateurs

### Palmarès professionnel
- 1948
  - Nantes-Les Sables-d'Olonne
  - 3e de Paris-Vimoutiers
  - 9e de Paris-Bruxelles
- 1951
  - Paris-Vimoutiers
  - Circuit du Morbihan
  - Circuit de la Beauce
  - 7e étape du Tour d'Afrique du Nord
  - 3e de Paris-Bruxelles
  - 5e du Tour des Flandres
- 1952
  - 7e étape du Tour de l'Ouest
  - 2e de Paris-Clermont-Ferrand
  - 2e du championnat de France sur route
  - 7e du championnat du monde sur route
- 1953
  - 7e étape du Tour du Maroc
  - 3e de Paris-Clermont-Ferrand
- 1955
  - 8e étape du Tour du Maroc

### Résultat sur le Tour de France
2 participations
- 1950 : 30e
- 1951 : 56e

## Palmarès sur piste
- 1945
  - Champion d'Île-de-France de poursuite par équipes (avec Jean Ferrand, Émile Carrara et Roger Prévotal)
- 1947
  -  Champion de France de poursuite par équipes amateurs
  - Champion d'Île-de-France de poursuite par équipes (avec Jean Ferrand, Charles Coste et Dominique Forlini)
- 1948
  -  Champion de France de poursuite indépendants